# Коморовский, Адам Игнаций
Адам Игнаций Коморовский (пол. Adam Ignacy Komorowski; 24 мая 1699 — 2 марта 1759) — архиепископ гнезненский и Примас Польши. Доктор права, знаменитый проповедник и гомилетик.

## Биография

Герб Корчак

Представитель шляхетского рода герба «Корчак». Сын стольника новогрудского Яна Коморовского.
После посвящения в сан священника, изучал каноническое право в римском университете Ла Сапиенца, где и стал доктором права.
Был канцлером краковского капитула, участвовал в работе Коронного трибунала в Люблине.
Прекрасный оратор, его проповеди часто печатались в Речи Посполитой. В 1747 г. стал епископом коадъютором, однако так и не дождался самостоятельного епископства, так как в 1748 г. король польский и великий князь литовский Август III призвал его на пост архиепископа гнезненского — 38-го примаса Польши. Двор примаса находился в г. Скерневице.
Избрание А. И. Коморовского — сторонника политики Августа III в 1748 г. архиепископом гнезненским вызвало протесты польской шляхты.
На сейме 1752 г. он выступал за увеличения числа войск, предлагал увеличить доходы королевства за счет продажи и сдачи в аренду государственного имущества, введение общего налога в размере 3 % со шляхты и 6 % с мещанства, увеличение налогообложения евреев, реформу монетного двора, в пользу реформы образования.
В 1756 г. принимал активное участие в освобождении пленëнного Пруссией в ходе Семилетней войны короля Августа III, а в 1758 г. во вступлении его сына, королевича Карла Христиана Иосифа на престол Курляндии и Семигалии.
Примас А. И. Коморовский получил для себя и своих преемников привилегию на ношение кардинальских пурпурных одежд.
Автор богословско-полемического труда «Защита духовенства от вмешательства светского государства» (пол. «Obrona stanu duchownego przeciw zarzutom stanu świeckiego» (1739).
Награждён орденом Белого орла (1749).
Умер в марте 1759 г., его мраморный саркофаг находится в кафедральном соборе города Лович.